# 2004-es Copa América (döntő)
A 2004-es Copa América döntőjét a limai Estadio Nacional stadionban játszották 2004. július 25-én. A mérkőzés győztese nyerte a 41. Copa Américát.
A döntő egyik résztvevője a címvédő Argentína, ellenfele pedig Brazília volt. A mérkőzést 2–2-es rendes játékidőt és hosszabbítást követően tizenegyesrúgásokkal 4–2 arányban Brazília nyerte meg.
A győztes részt vett a 2005-ös konföderációs kupán.

## Út a döntőig
| Csapat    | M | Gy | D | V | G+ | G– | Gk | P |
| --------- | - | -- | - | - | -- | -- | -- | - |
| Mexikó    | 3 | 2  | 1 | 0 | 5  | 3  | +2 | 7 |
| Argentína | 3 | 2  | 0 | 1 | 10 | 4  | +6 | 6 |
| Uruguay   | 3 | 1  | 1 | 1 | 6  | 7  | –1 | 4 |
| Ecuador   | 3 | 0  | 0 | 3 | 3  | 10 | –7 | 0 |

| Csapat     | M | Gy | D | V | G+ | G– | Gk | P |
| ---------- | - | -- | - | - | -- | -- | -- | - |
| Paraguay   | 3 | 2  | 1 | 0 | 4  | 2  | +2 | 7 |
| Brazília   | 3 | 2  | 0 | 1 | 6  | 3  | +3 | 6 |
| Costa Rica | 3 | 1  | 0 | 2 | 3  | 6  | –3 | 3 |
| Chile      | 3 | 0  | 1 | 2 | 2  | 4  | –2 | 0 |

## Mérkőzés
| 2004. július 25. 15:00 |

| Argentína                              | 2–2 (h. u.) | Brazília                 |
| -------------------------------------- | ----------- | ------------------------ |
| K. González 20' (11-esből) Delgado 87' | (1–1)       | Luisão 45' Adriano 90+3' |
| Büntetőpárbaj                          |             |                          |
| D'Alessandro Heinze K. González Sorín  | 2–4         | Adriano Edu Diego Juan   |

| Estadio Nacional, Lima Játékvezető: Carlos Amarilla (paraguayi) |

| Argentína | Brazília |

| ARGENTÍNA:           |    |                       |     |     |
|                      |    |                       |     |     |
| GK                   | 1  | Roberto Abbondanzieri |     |     |
| DF                   | 6  | Gabriel Heinze        |     |     |
| DF                   | 2  | Roberto Ayala         |     |     |
| DF                   | 22 | Fabricio Coloccini    |     |     |
| MF                   | 8  | Javier Zanetti        |     |     |
| MF                   | 3  | Juan Pablo Sorín      | 25' |     |
| MF                   | 5  | Javier Mascherano     | 72' |     |
| MF                   | 16 | Lucho González        |     | 75' |
| FW                   | 18 | Kily González         |     |     |
| FW                   | 11 | Carlos Tévez          |     | 90' |
| FW                   | 21 | Mauro Rosales         |     | 64' |
| Cserék:              |    |                       |     |     |
| FW                   | 19 | César Delgado         |     | 64' |
| MF                   | 10 | Andrés D'Alessandro   |     | 75' |
| DF                   | 4  | Facundo Quiroga       |     | 90' |
| Szövetségi kapitány: |    |                       |     |     |
| Marcelo Bielsa       |    |                       |     |     |

| BRAZÍLIA:               |    |              |     |     |
|                         |    |              |     |     |
| GK                      | 1  | Júlio César  | 51' |     |
| DF                      | 4  | Juan         |     |     |
| DF                      | 13 | Maicon       |     |     |
| DF                      | 6  | Gustavo Nery |     |     |
| DF                      | 3  | Luisão       | 58' | 82' |
| MF                      | 10 | Alex         |     | 63' |
| MF                      | 8  | Kléberson    |     | 55' |
| MF                      | 5  | Renato       |     |     |
| MF                      | 11 | Edu          | 38' |     |
| FW                      | 9  | Luís Fabiano |     |     |
| FW                      | 7  | Adriano      |     |     |
| Cserék:                 |    |              |     |     |
| MF                      | 19 | Diego        |     | 55' |
| MF                      | 20 | Felipe       |     | 63' |
| DF                      | 15 | Cris         |     | 82' |
| Szövetségi kapitány:    |    |              |     |     |
| Carlos Alberto Parreira |    |              |     |     |

| A 2004-es Copa América győztese |
| ------------------------------- |
| BRAZÍLIA 7. cím                 |